# Dreilägerbachtalsperre
Die Dreilägerbachtalsperre liegt in Roetgen in der Städteregion Aachen in der Nordeifel. Sie wurde gebaut zum Zweck der Trinkwasserversorgung und wird betrieben von der Wassergewinnungs- und -aufbereitungsgesellschaft Nordeifel, einer 50-prozentigen Tochter der enwor-energie & wasser vor ort GmbH und 50-prozentigen Tochter der Stadtwerke Aachen.

## Staumauer
Die Staumauer der Stauanlage wurde von 1909 bis 1911 (bzw. 1912) nach dem Intze-Prinzip gebaut. Die Gewichtsstaumauer besteht zum größten Teil aus Stampfbeton; der obere Bereich (etwa 6 m) wurde aus Quarzit-Bruchsteinen gemauert. In der Mauer gibt es keine vertikalen Fugen. An der Wasserseite war ursprünglich eine keilförmige Erd-Vorschüttung (Intze-Keil). Die obere Hälfte der Mauer war mit einer Abdichtung versehen, die mit einer Verblendung geschützt war. (Dies und auch die Angaben in der Tabelle beziehen sich zum Teil noch auf die alte Mauer vor dem Umbau.) Seitlich ist ein Flügeldamm angeordnet.
In den Jahren 1990 bis 1993 wurde die Mauer saniert. Sie bekam dabei einen Kontrollgang an der Wasserseite und eine Vorsatzschale. Die Mauer wurde dabei auch verbreitert und das Mauervolumen vergrößert.

## Hochwasserentlastung
Die Hochwasserentlastung befindet sich seitlich am linken Hang und bestand vor der Sanierung aus fünf Hebern mit in ihrer Höhe versetzten Öffnungen und einer Wehrklappe. Seit der Sanierung gibt es eine neue Hochwasserentlastung mit einem im Stauraum stehenden runden Überfalltrichter mit einer angeschlossenen Schussrinne.

## Stauraum
Der Stauraum wird in verschiedenen Quellen unterschiedlich angegeben. Gem. dem Stauanlagenverzeichnis Nordrhein-Westfalen umfasst der Stauraum bis zum Überlauf 3,670 hm³.

## Trinkwasseraufbereitung

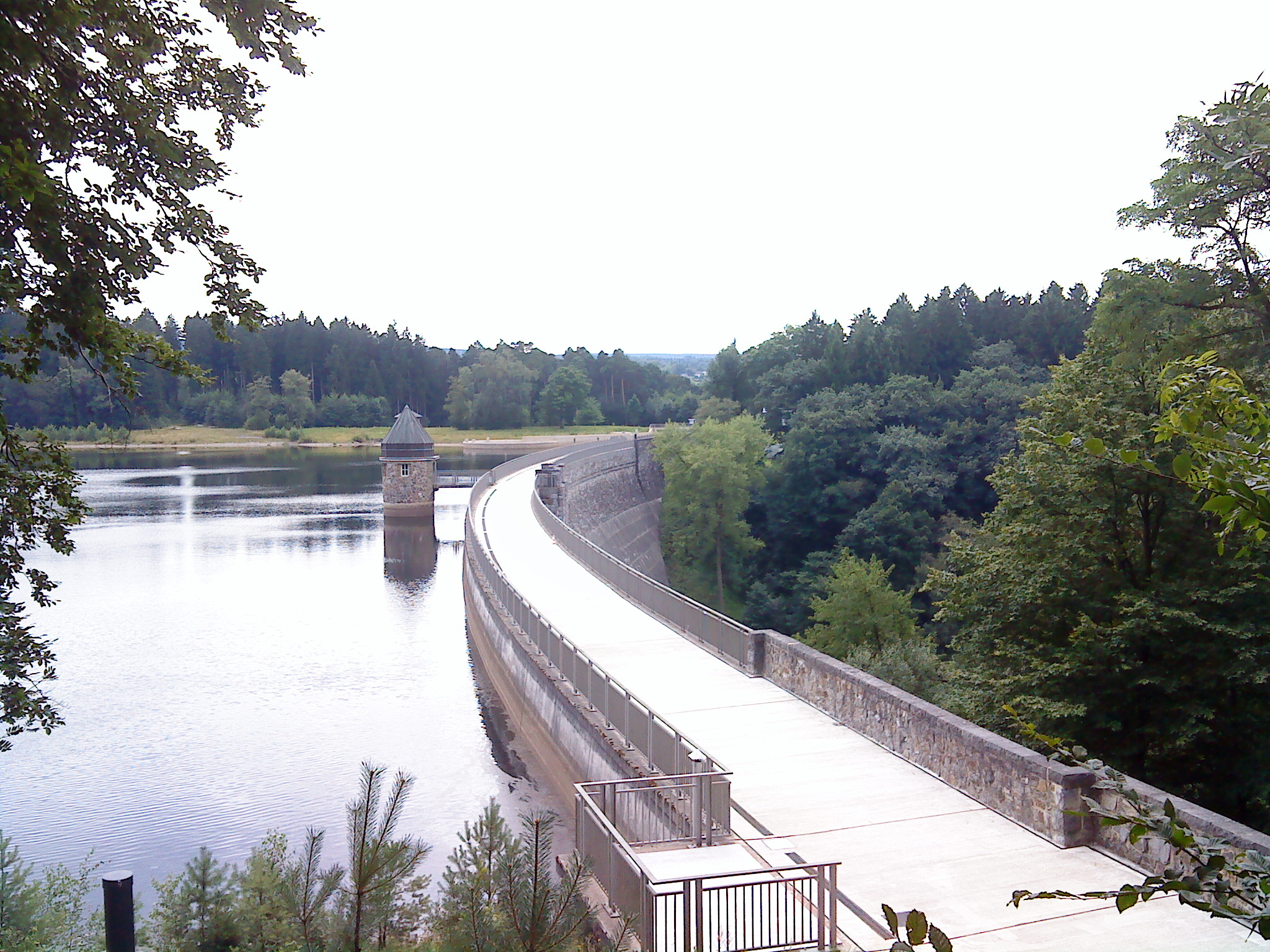
Blick auf die Staumauer

Am Fuß der Staumauer betreibt die Wassergewinnungs- und -aufbereitungsgesellschaft Nordeifel mbH (WAG) eine Aufbereitungsanlage, welche das Wasser aus dem Talsperrensystem der Nordeifel aufbereitet. Dazu wird das entnommene Wasser mit Membranfiltrationstechnik ultrafiltriert. Dabei werden Partikel und Mikroorganismen (Bakterien) entfernt. Anschließend findet noch eine Aufhärtung, Rest-Entsäuerung und eine leichte Trinkwasserchlorierung statt. Das gewonnene Trinkwasser wird in das Leitungsnetz der STAWAG (Stadt Aachen) und der enwor (Kreis Aachen und Kreis Heinsberg) eingespeist. Von hier wird neben einem Großteil der Stadt Aachen und der Städteregion Aachen (Alsdorf, Baesweiler, Eschweiler, Herzogenrath, Stolberg, Würselen) auch ein Teil des Kreises Heinsberg (Übach-Palenberg) sowie die niederländischen Städte Vaals und Kerkrade mit Trinkwasser versorgt.
Um die Wasserversorgung zu sichern, ist die Dreilägerbachtalsperre über den Kallstollen mit der Kalltalsperre und, über eine Dükerleitung in Umgehung der Kallwassers, über den Heinrich-Geis-Stollen mit dem Pumpwerk am Obersee der Rurtalsperre verbunden. Eine weitere Wasseraufbereitungsanlage für das gleiche Versorgungsgebiet befindet sich an der Wehebachtalsperre.
Der Südteil der Städteregion Aachen, also die Gemeinden Monschau, Simmerath und Teile von Roetgen, werden ebenso wie die Stadt Heimbach im Kreis Düren mit dem Wasser der Perlenbachtalsperre versorgt.

## Sonstiges

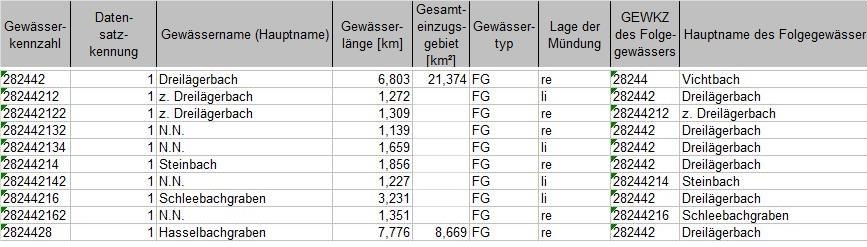
Der Dreilägerbach und seine Zuflüsse

Das gestaute Gewässer ist der Dreilägerbach. Weiterhin erhält die Talsperre Zufluss aus den künstlich angelegten Gräben Schleebachgraben und Hasselbachgraben. Die Hochwasserentlastung mündet in den Schleebach, einen Zufluss der Vicht.
Zur Gesamtanlage gehört ein Vorbecken mit ca. 50.000 m³ Inhalt.
Talsperrenwärter ist Gerd Rombach.

## Verkehrsanbindung
Die AVV-Buslinien 46 und 61 der ASEAG sorgen für Verbindungen mit Roetgen, Aachen und Stolberg. Zudem fährt der NetLiner. In den Nächten vor Samstagen sowie Sonn- und Feiertagen sorgt die Nachtbuslinie N60 für Verbindungen aus Richtung Aachen.
| Linie            | Verlauf |
| ---------------- | --- |
| 46               | Aachen Bushof – Bf Rothe Erde – Tierpark – Forster Linde – Lintert – Hitfeld – Oberforstbach – Schleckheim – Nütheim – Walheim – Hahn – Venwegen Abzweigung – Breinig Entengasse –Mulartshütte – Rott – Dreilägerbachtalsperre – Roetgen Post |
| 61               | Stolberg Mühlener Bf – Stolberg Altstadt – Binsfeldhammer – Bernardshammer – Breinigerberg – Breinig – Venwegen Abzweigung – Rott Königsberger Straße – Rott – Dreilägerbachtalsperre – Roetgen Post |
| N60              | Während der Sperrung der B258 kann der Nachtexpress in Konzen nur die Haltestellen Konzen Bf. und Breitestr. bedienen. Aus Zeitgründen kann Imgenbroich nicht bedienen. Nachtexpress: nur in den Nächten vor Samstagen sowie Sonn- und Feiertagen Aachen Hauptbahnhof → Elisenbrunnen → Aachen Bushof → Kaiserplatz → Josefskirche → Bf Rothe Erde → Forst → Brand → Kornelimünster → Walheim → Hahn → Rott → Roetgen → Lammersdorf → Rollesbroich → Witzerath → Simmerath → Strauch Am Roßbach → Kesternich → Am Gericht → Konzen Breitestr. → Konzen Bf. → Roetgen → Friesenrath → Walheim |
| NetLiner Roetgen | NetLiner: Fährt 30 min. nach der Buchung. Fährt Mo–Fr von 8–11:30 Uhr und von 15–20 Uhr. Bedient: Roetgen, Rott und Mulartshütte |